# Her Yerde Sen
Her Yerde Sen (en español: En todas partes) es una serie de televisión turca emitida en Fox. La ficción, protagonizada por Furkan Andıç y Aybüke Pusat, se emitió entre el 14 de junio y el 23 de noviembre de 2019. Se trata de una versión de la serie taiwanesa Just you.

## Trama
Selin (Aybüke Pusat) es una chica con ambición que busca una casa para independizarse, mientras que Demir (Furkan Andıç) es un empresario que ha pasado un año en el extranjero y vuelve a Estambul con la idea de vivir en la casa en la que creció. Tras encontrar la casa ideal, ambos deciden comprarla, pero ambos descubren que cada uno de ellos posee la mitad de la propiedad, por lo que estarán obligados a convivir bajo el mismo techo. La situación se vuelve todavía más complicada cuando Selin descubre que Demir es además su nuevo jefe.

## Reparto
- Furkan Andıç como Demir Erendil
- Aybüke Pusat como Selin Sever Erendil
- Ali Yağcı como Burak Yangel
- Aslıhan Malbora como Ayda Akman
- Ali Gözüşirin como İbrahim Tunç / İbo
- Deniz Işın como Merve Mutlu
- Eylül Su Sapan como Alara Giritli
- Ali Barkın como Bora Duru
- Cem Cücenoğlu como Muharrem Usta
- Fatih Özkan como Ferruh Özerdim
- Ayfer Tokatlı como Azmiye Boşgeçmez
- Aziz Caner İnan como Vedat Ayhan
- Ayşe Tunaboylu como Leyla Günebakan
- Binnur Şerbetçioğlu como Firuze Günebakan

## Temporadas
| Temporada | Temporada | Episodios | Rango de episodios | Emisión original    | Emisión original        |
| Temporada | Temporada | Episodios | Rango de episodios | Inicio              | Final                   |
| --------- | --------- | --------- | ------------------ | ------------------- | ----------------------- |
|           | 1         | 23        | 1 - 23             | 14 de junio de 2019 | 23 de noviembre de 2019 |